# Лудаши (Бакау)
Лудаши (рум. Ludași) насеље је у Румунији у округу Бакау у општини Балкани. Oпштина се налази на надморској висини од 340 m.

## Становништво
Према подацима из 2002. године у насељу је живело 752 становника, од којих су сви румунске националности.